# Pulse (album de Pink Floyd)
Pulse este unul dintre puținele albume live ale formației britanice Pink Floyd. Albumul a fost lansat prin nintermediul EMI Records pe 29 mai 1995, dar a fost filmat și înregistrat în 1994, cu ocazia unui concert de zile mari.

## Lista cântecelor

### Discul I
Partea vocală susținută de David Gilmour.
| Track No.                               | Titlu                                       | Compozitor                                   | Durată | Venue | Vocal principal                  |
| --------------------------------------- | ------------------------------------------- | -------------------------------------------- | ------ | --- | -------------------------------- |
| 1                                       | Shine On You Crazy Diamond (Parts I-V, VII) | David Gilmour, Roger Waters, Richard Wright  | 13:35  | Londra, 20 octombrie 1994 (All London performances were at Earls Court.)                                                               | David Gilmour                    |
| 2                                       | Astronomy Domine                            | Syd Barrett                                  | 4:20   | Londra, 15 octombrie 1994 | David Gilmour and Richard Wright |
| 3                                       | What Do You Want from Me                    | Gilmour, Wright, Polly Samson                | 4:10   | Cinecittà, Roma, on 21 septembrie 1994                                                                                                 | David Gilmour                    |
| 4                                       | Learning to Fly                             | Gilmour, Anthony Moore, Bob Ezrin, Jon Carin | 5:16   | Londra, 14 octombrie 1994 | David Gilmour                    |
| 5                                       | Keep Talking                                | Gilmour, Wright, Samson                      | 6:52   | Niedersachsenstadion, Hanover, Germania on 17 august 1994                                                                              | David Gilmour                    |
| 6                                       | Coming Back to Life                         | Gilmour                                      | 6:56   | Londra, 13 octombrie 1994 | David Gilmour                    |
| 7                                       | Hey You                                     | Waters                                       | 4:40   | Londra, 13 and 15 (last verse) octombrie 1994                                                                                          | David Gilmour and Jon Carin      |
| 8                                       | A Great Day for Freedom                     | Gilmour, Samson                              | 4:30   | Londra, 19 octombrie 1994 | David Gilmour                    |
| 9                                       | Sorrow                                      | Gilmour                                      | 10:49  | Cinecittà, Roma on 20 septembrie 1994                                                                                                  | David Gilmour                    |
| 10                                      | High Hopes                                  | Gilmour, Samson                              | 7:52   | Londra, 20 octombrie 1994. Some parts ("forever and ever" line and part of lap steel solo) from Londra, octombrie 14–19 or 21-29, 1994 | David Gilmour                    |
| 11                                      | Another Brick in the Wall (Part II)         | Waters                                       | 7:08   | Londra, on 21 octombrie 1994 | David Gilmour and Guy Pratt      |
| Bonus track on cassette and LP editions |                                             |                                              |        | |                                  |
| 12                                      | One of These Days                           | Gilmour, Waters, Wright, Nick Mason          | 6:45   | Londra, 16 and 20 (last part) octombrie 1994                                                                                           | Instrumental                     |

### Discul II
Disc twoThe Dark Side of the Moon
| Track No.                               | Titlu                    | Compozitor                     | Durată | Venue | Vocal principal                                        |
| --------------------------------------- | ------------------------ | ------------------------------ | ------ | --- | ------------------------------------------------------ |
| 1                                       | Speak to Me              | Mason                          | 2:30   | Cinecittà, Roma on 20 septembrie 1994 | Instrumental                                           |
| 2                                       | Breathe                  | Gilmour, Waters, Wright        | 2:33   | Londra, 20 octombrie 1994 (All London performances were at Earls Court.) | David Gilmour and Jon Carin                            |
| 3                                       | On the Run               | Gilmour, Waters                | 3:48   | Londra, 20 octombrie 1994. Explosion recorded in Londra, 15 octombrie 1994 | Instrumental                                           |
| 4                                       | Time                     | Gilmour, Waters, Wright, Mason | 6:47   | Intro recorded in Modena, Italia on 17 septembrie 1994. The rest of song and most of "Breathe (Reprise)" was recorded at Cinecittà in Roma on 20 septembrie 1994. Ending of "Breathe (Reprise)" recorded in Londra on 20 octombrie 1994 | David Gilmour and Richard Wright                       |
| 5                                       | The Great Gig in the Sky | Wright, Torry                  | 5:52   | Londra, 20 octombrie 1994 | Sam Brown, Durga McBroom and Claudia Fontaine          |
| 6                                       | Money                    | Waters                         | 8:54   | Modena, Italia on 17 septembrie 1994. Part of sax solo in Londra on 20 octombrie 1994 | David Gilmour                                          |
| 7                                       | Us and Them              | Waters, Wright                 | 6:58   | Londra, 20 octombrie 1994. Second and third choruses Londra, 19 octombrie 1994 | David Gilmour                                          |
| 8                                       | Any Colour You Like      | Gilmour, Wright, Mason         | 3:21   | Londra, 23 octombrie 1994. Last part recorded in Londra, 19 octombrie 1994 | Instrumental                                           |
| 9                                       | Brain Damage             | Waters                         | 3:46   | Londra, 19 octombrie 1994 | David Gilmour                                          |
| 10                                      | Eclipse                  | Waters                         | 2:38   | Londra, 19 octombrie 1994 | David Gilmour                                          |
| 11                                      | Wish You Were Here       | Gilmour, Waters                | 6:35   | Cinecittà, Roma, 20 septembrie 1994 | David Gilmour                                          |
| 12                                      | Comfortably Numb         | Gilmour, Waters                | 9:29   | Londra, 20 octombrie 1994 | David Gilmour, Richard Wright, Jon Carin and Guy Pratt |
| 13                                      | Run Like Hell            | Gilmour, Waters                | 8:36   | Londra, 15 octombrie 1994 | David Gilmour and Guy Pratt                            |
| Bonus track on cassette and LP editions |                          |                                |        | |                                                        |
| 14                                      | Soundscape               | Gilmour, Wright, Mason         | 22:00  | An ambient piece that was played before the 1994 concerts | -                                                      |